# Guarigione del ragazzo indemoniato
La guarigione del ragazzo indemoniato è ricordato nella tradizione biblica come uno degli esorcismi compiuti da Gesù nel corso della sua vita pubblica, descritto nei Vangeli sinottici (Matteo 17,14-18; Marco 9,14-27; Luca 9,37-43).  

## Racconto
Tutti e tre gli evangelisti collocano tale miracolo poco dopo la Trasfigurazione. L'evangelista Marco fa della vicenda il resoconto più antico e particolareggiato. Dopo aver raggiunto i restanti discepoli ai piedi del monte sul quale si era ritirato in preghiera con i suoi tre amici più stretti, Gesù li trova mentre discutevano con alcuni dottori della legge, circondati da una gran folla. Un uomo richiama gridando l’attenzione di Gesù e gli chiede di liberare suo figlio da un demonio che lo tormentava, cosa che i suoi discepoli non erano riusciti a fare. Gesù chiede all’uomo se aveva fede in lui e alla sua risposta affermativa gli dice di portargli il figlio, quindi comanda al demonio di uscire da lui. Il ragazzo cade a terra come morto, Gesù lo prende per mano e lo rimette in piedi, completamente guarito. I discepoli chiedono a Gesù come mai non sono riusciti a guarire il ragazzo e lui risponde che quel tipo di demoni si può scacciare solo con la preghiera.

## Interpretazione
Dalla descrizione dei sintomi, il ragazzo era affetto da epilessia, malattia che si riteneva causata da uno spirito demoniaco. Gesù non libera l’uomo solo dal satanico in senso stretto, ma opera in modo da alleviare la sua sofferenza fisica e psichica. Il ragazzo epilettico è simbolo di coloro che svalutano la potenza della fede e non riconoscono che Dio è in mezzo a loro. I discepoli non sono riusciti a guarire il ragazzo a causa della poca fede: anche se stanno fisicamente accanto a Gesù, la loro fede è vacillante. Quando alla fine dice ai discepoli che quel tipo di demoni si scaccia solo attraverso la preghiera, Gesù intende dire che essi devono attingere da lui la forza per liberare coloro che sono posseduti dal male.